# Henry Dagmil
Henry Dagmil (Tampakan, 7 dicembre 1981) è un ex lunghista filippino.

## Biografia
Dagmil nasce in una famiglia contadina nella provincia di South Cotabato, Dagmil inizia le prime competizioni sportive nel 1998. Viene arruolato nel team nazionale a partire dal 2002 e dall'anno seguente prenderà parte alle sue prime competizioni internazionali. Vincitore di tre medaglie d'oro ai Giochi del Sud-est asiatico, tra cui l'ultima conquistata nel 2013 in Myanmar, Dagmil ha preso parte ad un paio di edizioni dei Mondiali e, nel 2008, ha preso parte ai Giochi olimpici di Pechino 2008.

## Palmarès
| Anno | Manifestazione              | Sede      | Evento         | Risultato | Prestazione | Note |
| ---- | --------------------------- | --------- | -------------- | --------- | ----------- | ---- |
| 2003 | Campionati asiatici         | Manila    | Salto in lungo | 19º (q)   | 7,21 m      |      |
| 2003 | Campionati asiatici         | Manila    | Salto triplo   | 16º (q)   | 14,71 m     |      |
| 2003 | Giochi del Sud-est asiatico | Hanoi     | Salto in lungo | 7º        | 7,12 m      |      |
| 2005 | Campionati asiatici         | Incheon   | Salto in lungo | 5º        | 7,75 m      |      |
| 2005 | Giochi del Sud-est asiatico | Manila    | Salto in lungo | Oro       | 7,81 m      |      |
| 2006 | Giochi asiatici             | Doha      | Salto in lungo | 5º        | 7,76 m      |      |
| 2007 | Giochi del Sud-est asiatico | Korat     | Salto in lungo | Oro       | 7,87 m      |      |
| 2008 | Giochi olimpici             | Pechino   | Salto in lungo | 34º (q)   | 7,58 m      |      |
| 2009 | Mondiali                    | Berlino   | Salto in lungo | nm (q)    | nm (q)      |      |
| 2009 | Giochi del Sud-est asiatico | Vientiane | Salto in lungo | Bronzo    | 7,72 m      |      |
| 2010 | Giochi asiatici             | Canton    | Salto in lungo | 6º        | 7,52 m      |      |
| 2011 | Mondiali                    | Taegu     | Salto in lungo | nm (q)    | nm (q)      |      |
| 2011 | Giochi del Sud-est asiatico | Palembang | Salto in lungo | Argento   | 7,78 m      |      |
| 2011 | Giochi del Sud-est asiatico | Palembang | Salto triplo   | 6º        | 15,65 m     |      |
| 2013 | Campionati asiatici         | Pune      | Salto in lungo | 11º       | 7,27 m      |      |
| 2013 | Giochi del Sud-est asiatico | Naypyidaw | Salto in lungo | Oro       | 7,80 m      |      |
| 2014 | Campionati asiatici indoor  | Canton    | Salto in lungo | 6º        | 7,43 m      |      |
| 2014 | Giochi asiatici             | Incheon   | Salto in lungo | 11º       | 7,43 m      |      |
| 2015 | Giochi del Sud-est asiatico | Singapore | Salto in lungo | 6º        | 7,28 m      |      |